# Fatu Huku
Fatu Huku (alte Namen: Hood oder Hood’s Island, Roberts Island) ist eine unbewohnte Insel im Südpazifik, die geografisch zur Südgruppe des Marquesas-Archipels zählt. Politisch gehört sie zu Französisch-Polynesien.

## Geografie
Fatu Huku liegt rund 30 km nördlich der bewohnten Insel Hiva Oa und ist bei klarem Wetter von dort aus gut zu sehen. Die 1,3 km² große, felsige Insel erhebt sich steil aus dem Meer. Eine Küstenebene gibt es nicht, lediglich zwei kleinere Ansammlungen steinigen, schwarzen Strandes an der Nordküste. Das Inselinnere bildet eine bis zu 361 m hohe, dicht bewachsene Hochebene. Die Steilhänge sind weitgehend arid.
Das geologische Alter der Insel beträgt ca. 2,5 Mill. Jahre. Fatu Huku ist ein Gehobenes Atoll, was sich durch Vorkommen von Korallenkalk auf der Hochebene nachweisen lässt. Der Überrest der einstigen Lagune ist als flache und mittlerweile dicht zugewachsene Vertiefung auf dem Plateau kaum noch erkennbar. Inzwischen hat sich in einigem Abstand um die Insel an drei Seiten ein neues Korallenriff gebildet, das jedoch nicht über die Meeresoberfläche hinausragt.

## Flora
Das Hochplateau ist bedeckt von dem zur Gattung der Liebesgräser (Eragrostis) gehörenden indigenen Gras Leptochloa xerophila. Außerdem gibt es Ansammlungen von Pisonia grandis und Thespesia populnea (Portiabaum), die dichte Haine bilden, durchsetzt von einigen Sapindus saponaria, die zu den Seifenbaumgewächsen gehören.

## Fauna
Fatu Huku ist Heimat zahlreicher Seevogelarten, die dort ungestört brüten können. In den Pisonia-Hainen brütet der Fregattvogel in beträchtlichen Populationen. Dort kommt auch die stark bedrohte Marquesastaube (Alopecoenas rubescens) vor, ein flugunfähiger Vogel, der früher wahrscheinlich auf allen Marquesas-Inseln verbreitet war, jedoch durch eingeschleppte Hauskatzen ausgerottet wurde. Heute kommt er nur noch auf Fatu Huku in einer sehr schmalen und auf Hatutu in einer etwas größeren Population vor. Wie Ralph Linton berichtet, war der Vogel den Ureinwohnern der Marquesas heilig.

## Geschichte
Eine Legende der Marquesas besagt, dass das üppig grüne und fruchtbare Fatu Huku einst von einem glücklichen Volk bewohnt gewesen sei. Der auf das Wohlergehen der Menschen neidische Meeresgott Tana'oa (Tangaroa) habe das Meer veranlasst, die Insel umzudrehen, die sich von da an als steiler und unbewohnter Fels über die Meeresoberfläche erhob.
Wahrscheinlich war Fatu Huku niemals dauerhaft bewohnt. Es gibt allerdings archäologische Spuren für eine zeitweilige Nutzung, offenbar durch Vogeljäger und Fischer. Die Einwohner von Nuku Hiva sandten jedes Jahr zur Brutzeit eine Expedition nach Fatu Huku, um an die begehrten roten Kura-Federn des Rotschwanz-Tropikvogels zu gelangen. Die Federn waren auf allen Marquesas-Inseln wichtiger Bestandteil des Häuptlingsschmucks und Statussymbol.
Alte Fußwege der polynesischen Ureinwohner führen die Klippen hinauf und an einigen Stellen sind rohe Stufen in den Fels gehauen. An markanten Punkten errichteten die Polynesier kleine Steinhaufen bzw. -plattformen, an denen Opfergaben für gute Geister niedergelegt werden konnten.
Obwohl die Entdeckung der Südgruppe der Marquesas für Europa dem Spanier Alvaro Mendana de Neira zuzuschreiben ist, hat er die kleine Insel Fatu Huku offensichtlich übersehen. Sie wurde erst am 6. April 1774 von James Cook entdeckt, der jedoch nicht anlandete. Er benannte sie „Hood´s Island“ nach dem 16 Jahre alten Midshipman Alexander Hood, der sie zuerst gesehen hatte.
Der Pelzjäger und Händler Josiah Roberts aus Boston erkundete 1793 mit dem Schiff Jefferson und dem auf Tahuata gebauten Schoner Resolution mehrere Inseln der Marquesas und sichtete auch Fatu Huku, ohne jedoch die Insel zu betreten. In der Karte von Aaron Arrowsmith (Chart of the South Pacific, 1798) ist die Insel mit dem Namen „Roberts Island“ eingezeichnet.

## Verwaltung
Fatu Huku gehört politisch zur Commune associée Puamau der Gemeinde Hiva Oa (Commune de Hiva Oa). Sie ist derSubdivision administrative des Îles Marquises, einer Unterabteilung des Hochkommissariats von Französisch-Polynesien (Haut-commissariat de la République en Polynésie française) mit Sitz in Papeete unterstellt.